# Zoltán Ambrus
 Zoltán Ambrus (węg.: Ambrus Zoltán, ur. 22 lutego 1861 w Debreczynie, zm. 28 lutego 1932 w Budapeszcie) – węgierski pisarz, krytyk teatralny tłumacz. 

## Życiorys
Urodził się jako syn żołnierza. Uczęszczał do gimnazjów w Debreczynie i Budapeszcie, po czym studiował prawo w Budapeszcie. Gdy miał 18 lat, zmarł mu ojciec i Zoltán musiał przejąć odpowiedzialność za utrzymanie rodziny. Udzielał korepetycji, pisał krytyki teatralne i artykuły do gazet: Fővárosi Lapok, Pesti Napló i Budapesti Szemle. Oprócz tego pracował dla węgierskiego Banku Hipotecznego. Jego przyjaciel László Arany ośmielił go i wspierał w podjęciu działalności literackiej. 
W roku 1885 wyjechał do Paryża, by studiować literaturę na Collège de France i Sorbonie. Po powrocie na Węgry został współpracownikiem A Hét i napisał pokaźną ilość krótkich opowiadań. W 1900 został redaktorem w Új Magyar Szemle i napisał parę artykułów dla Nyugat. 
W latach 1917–1922 był dyrektorem węgierskiego Teatru Narodowego w Budapeszcie. 

## Twórczość
W swych dziełach poruszał tematykę warunków życia w węgierskich miastach na początku XX w., np. Midás király (1906) jest kluczowym, nowatorskim dziełem o głębokim podłożu psychologicznym. Ambrus był również tłumaczem literatury francuskiej, tłumacząc np. Flauberta, Cherbulieza, Maupassanta, Anatole’a France’a i Balzaca.

## Wybrane dzieła[3]
- A gyanu (Podejrzenie) 1892;
- Girofle es Giroflá (Girofle i Girofla) 1903;
- Nagyvárosi kepek (Wielkomiejskie obrazy) 1913;
- Regi es uj világ (Stary i nowy świat) 1913.